# 比萊尼
比萊尼是東非國家莫桑比克的城鎮，由加扎省負責管轄，位於該國南部莫桑比克海峽沿岸，距離首都馬普托約145公里，鎮上有機場設施，主要經濟活動是旅遊業，不少遊客前往當地渡假。